# Guglielmo Barnabò
Guglielmo Barnabò (* 11. Mai 1888 in Ancona; † 31. Mai 1954 ebenda) war ein italienischer Schauspieler.

## Leben
Barnabòs Karriere als Schauspieler begann 1921 neben Annibale Ninchi am „Teatro Greco“ in Siracusa. In den Folgejahren spielte er in zahlreichen herausragenden Ensembles gewichtige Rollen, so mit Alda Borelli, Luigi Almirante, Maria Melato, Marta Abba und Sergio Tofano. 1939 war er in einem Meilenstein des italienischen Theaters zu sehen, als er für Was ihr wollt neben Gino Cervi, Andreina Pagnani, Rina Morelli und Paolo Stoppa unter der Regie von Pietro Sharoff spielte, später in Die lustigen Weiber von Windsor und Il quieto vivere. Anschließend wurde er von Luigi Cimara und Laura Adani verpflichtet.
Im Kino gab er 1926 sein Debüt im Stummfilm La bellezza del mondo, kam aber mit dem Tonfilm und vor allem ab 1935 richtig in Schwung; bis zu seinem Tode umfasst sein Schaffen über einhundert Filme, in denen er egoistische Politiker, windige Industrielle, warmherzige Ehrenmänner und ehrenhafte Dicke spielte. Gelobt wurden seine Leistungen, vor allem seine Vaterrollen in Assenza ingiustificata mit Alida Valli, Maddalena, ein Mädchen mit Pfiff mit Carla Del Poggio und Verliebte Unschuld mit Irasema Dilian – auch in Fuga a due voci spielten beide 1943 zusammen – und sein bösartiger Kapitalist in Das Wunder von Mailand aus dem Jahr 1951.
Von 1935 an nahm er auch regelmäßig an Radiosendungen teil.
Barnabò war mit der Schauspielerin Vittorina Benvenuti verheiratet, die oftmals neben ihm auftrat.

## Filmografie (Auswahl)
- 1926: La bellezza del mondo
- 1937: Karthagos Fall (Scipione l’Africano)
- 1939: Reingefallen (Lo vedi come sei… Lo vedi come sei?)
- 1940: Maddalena, ein Mädchen mit Pfiff (Maddalena… zero in condotta)
- 1941: Prinzessin Aschenbrödel (Cenerentola e il signor Bonaventura)
- 1941: Verliebte Unschuld (Teresa Venerdì)
- 1944: Närrisches Quartett (Quartetto pazzo)
- 1951: Das Wunder von Mailand (Miracolo a Milano)
- 1952: Die Helden des Sonntags (Gli eroi della domenica)
- 1953: Brot, Liebe und Fantasie (Pane, amore e fantasia)
- 1954: Gran varietà